# 우게쓰 이야기 (영화)
《우게쓰 이야기》(일본어: 雨月物語 우게쓰 모노가타리[*])는 일본에서 1953년 제작된 흑백 영화다. 미조구치 겐지(溝口健二) 감독의 작품이며, 교 마치코, 다나카 키누요 등이 출연했다.

## 내용
우에다 아키나리(上田秋成)의 원작을 바탕으로 가와구치 마쓰타로(川口松太郎)와 요다 요시타카(依田義贅)가 각색, 3개의 에피소드를 하나로 뭉뚱그린 것으로, 하시바(羽柴)와 시바다(柴田)의 회전(會戰)이 시작되려고 하는 센고쿠 시대를 배경으로 하고 있다.
비와호 호숫가의 가난한 도공 겐쥬로와 아내가 동료 부부와 호수를 건너서 대안(對岸) 거리의 시장으로 질그릇을 팔러 갔는데, 그때 겐쥬로는 구치키(朽木) 저택의 와카 사히메에 현혹되어 같이 살게 되었으며, 이윽고 병들어서 죽게 됐다가 겨우 빠져 나왔다. 고향엘 돌아갔더니 아내는 이미 죽어 있었다. 한편 고자와의 동료는 무사(武士)가 되지 못하고 그의 아내 아하마는 시장에서 길을 잃게 되어, 타락한 무인(武人)들에게 폭행당했으며, 마지막에는 창녀까지 됐으나 남편에게 겨우 구출되어서 돌아간다.

## 출연

### 주연
- 모리 마사유키
- 쿄 마치코
- 다나카 키누요
- 오자와 에이타로

### 조연
- 사와무라 이키오
- 미토 미츠코
- 모리 키쿠에
- 카가와 료스케
- 다테 사부로

## 기타
- 미술: 이토 키사쿠

## 평가
미조구치는 구치키 저택을 중심으로 일본적인 유현미(幽玄美)와 환상미(幻想味)를 전개함으로써 베니스 국제영화제에서도 격찬받았으며, 생마르크 은사자상을 탔다. 보통은 매우 보기 드문 리얼리스트라고 지적되고 있던 미조구치도, 실은 뛰어난 시인적 재능을 갖고 있으며, 이 작품은 그의 로맨티시즘을 대표하는 명작이다.
기술적으로는 남녀 4명이 호수를 건너는 조각배의 장면이라든가, 요괴(妖怪)취미의 구치키 저택 장면의 촬영효과가 뛰어났다.

## 수상
1953년 베네치아 국제 영화제에서 감독상인 은사자상을 수상했다.